# Spilopelia
Spilopelia Sundevall, 1873 è un genere di uccelli della famiglia Columbidae.

## Tassonomia
Comprende le seguenti specie:
- Spilopelia chinensis (Scopoli, 1786) - tortora macchiata
- Spilopelia senegalensis  (Linnaeus, 1766) - tortora delle palme